# 김주상
김주상(金柱祥, 1936년 ~ )은 대한민국의 법조인이다.

## 생애
1936년에 서울시에서 태어나 경기고등학교와 서울대학교 법학과를 졸업하고 제13회 고등고시 사법과에 합격해 판사에 임용된 법조인이다. 서울민사지방법원 수석부장판사와 춘천지방법원 대구지방법원 서울가정법원 등에서 법원장을 역임했다.

## 주요 판결
- 서울고등법원 특별4부 재판장으로 재직하던 1983년 1월 6일에 과로로 인한 사망은 업무상 재해라고 하면서 원고승소판결했다.[1] 4월 6일에 서울시를 상대로 파면처분 취소청구소송에서 사전에 진술 포기서를 제출했더라도 당사자가 직접 출석하여 진술할 기회를 주지 않은 채 파면 결의는 무효"라고 하면서 "파면처분을 취소하라"고 했다.[2]
- 서울고등법원 형사3부 재판장으로 재직하던 1985년 9월 24일에 민정당 허청일 후보에게 암모니아를 던진 혐의로 구속된 서울대 학생 3명에 대해 검사의 항소를 기각하면서 원심대로 징역1년을 선고했다.[3]
- 서울고등법원 형사1부 재판장으로 재직하던 1986년 2월 4일에 미국문화원 점거 농성 사건 피고인 19명 중에 4명에 대해 집행유예를 선고하면서 15명에 대해 형량을 낮춰 징역5년~2년을 선고했다.[4]